# Hindsville
Hindsville é uma cidade  localizada no estado americano de Arkansas, no Condado de Madison.

## Demografia
Segundo o censo americano de 2000, a sua população era de 75 habitantes.
Em 2006, foi estimada uma população de 82, um aumento de 7 (9.3%).

## Geografia
De acordo com o United States Census Bureau, a localidade tem uma área de 0,9 km², sem área coberta por água. Hindsville localiza-se a aproximadamente 434 m acima do nível do mar.

## Localidades na vizinhança
O diagrama seguinte representa as localidades num raio de 32 km ao redor de Hindsville.